# Mal de caderas
Mal de caderas — choroba pasożytnicza wywoływana przez Trypanosoma equinum, pierwotniaka z rodziny świdrowców. Jest mechanicznie przenoszona przez muchy i bąki. Występuje w Ameryce Południowej. Cechuje się przewlekłym przebiegiem, postępującymi porażeniami i niedowładami w obrębie kończyn tylnych.